# Hedvábí pat

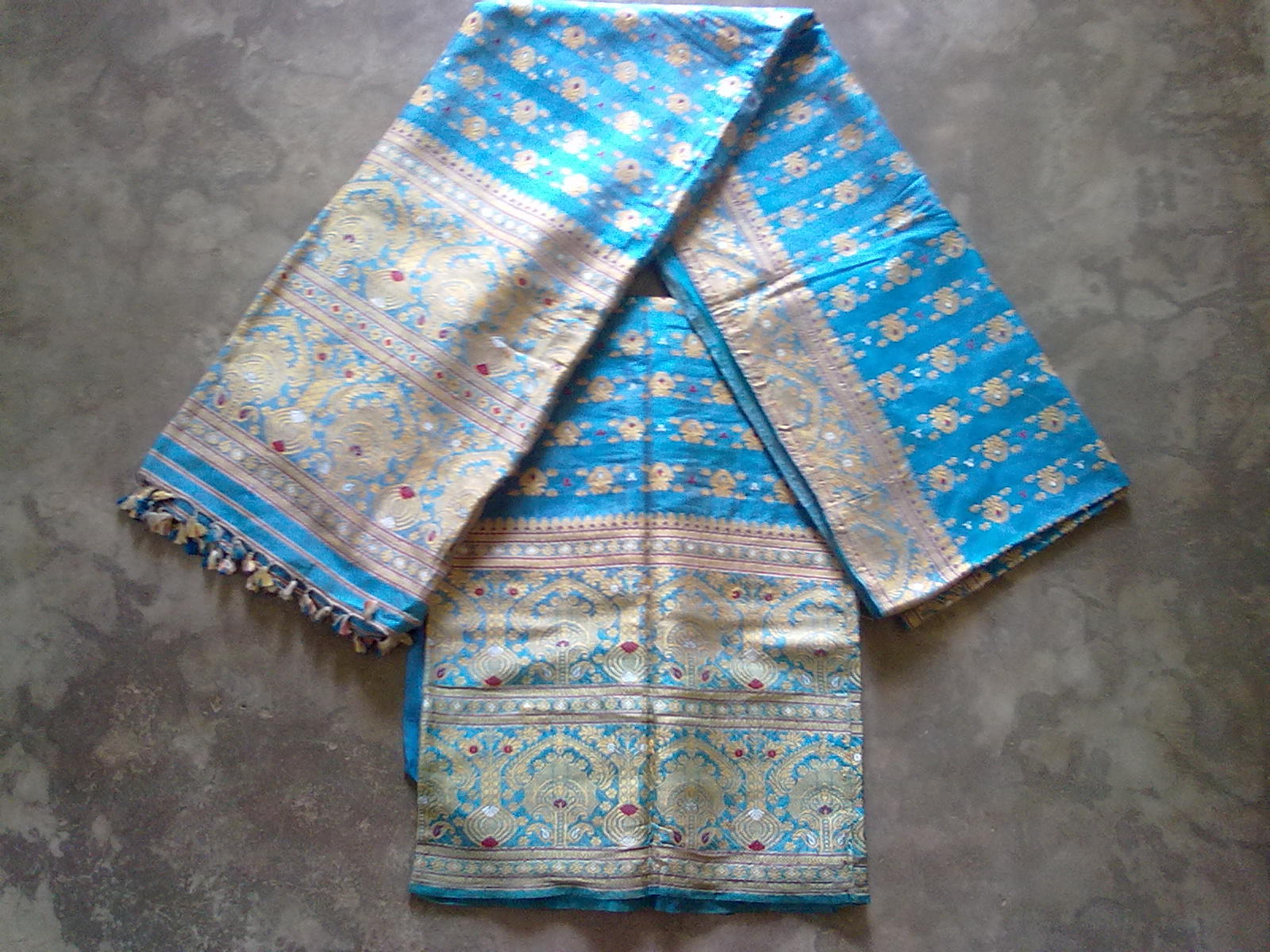
Mekhela čádor z hedvábí pat (2012)

Hedvábí pat je unikátní varianta morušového hedvábí z indického státu Ásám. Získává se z výměšku larvy červa Bombyx textor krmené listy morušovníku jujube. 
Vlákno hedvábí pat je známé svým bílým až bělavým odstínem, lesklým povrchem, hebkostí a trvanlivostí. Surové hedvábí obsahuje až 30 % sericinu (lepkavý protein), který se vypírá až z po zpracování na hotovou přízi.
Hektarový výnos z plantáže morušovníku se uvádí s cca 200 kg kokonů, ze kterých se dá získat 40 kg surového hedvábí. Dodávky surového hedvábí pat se sice ve 2. dekádě 21. století zvýšily až o 50 %, ale s rekordním množstvím 59 tun z roku 2018 se podílel pat na indické produkci hedvábí s cca 1,2 %.
Hedvábí pat se tká výhradně na ručních stavech, tkaniny se používají nejčastěji na sárí, v Ásámu je známý zejména mekhela čádor (dvoudílný svatební oděv krémově nebo bíle zbarvený).